# Charrasco
O charrasco é um instrumento musical de percusão de origem galega.
A maneira de o tocar é batendo o mastro com um pau, ou simplesmente batendo com o mastro de pé no chão.